# Cixidia advena
Cixidia advena är en insektsart som först beskrevs av Maximilian Spinola 1839.  Cixidia advena ingår i släktet Cixidia och familjen vedstritar. Inga underarter finns listade i Catalogue of Life.